# Ormia serrei
Ormia serrei är en tvåvingeart som beskrevs av Seguy 1925. Ormia serrei ingår i släktet Ormia och familjen parasitflugor.
Artens utbredningsområde är Costa Rica. Inga underarter finns listade i Catalogue of Life.